# Лука Дончич

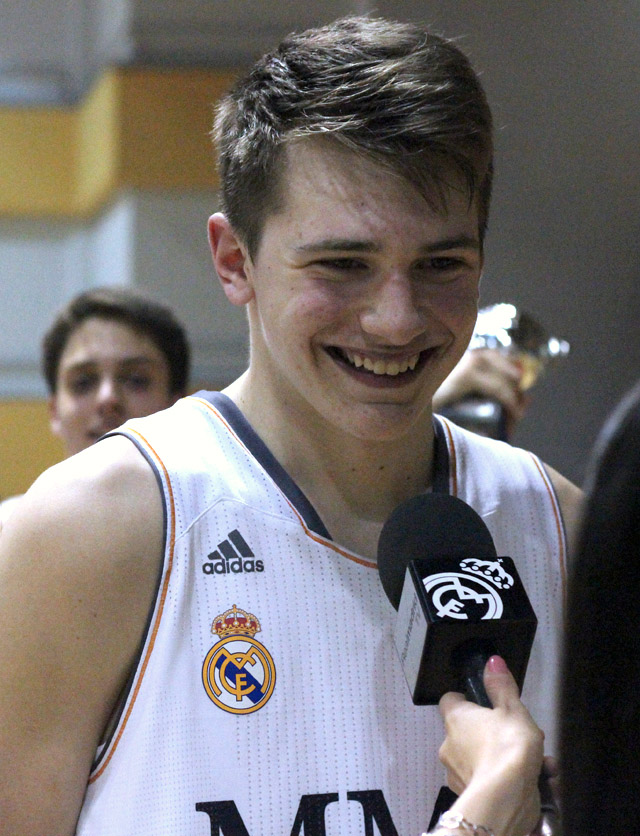
Лука Дончич дає інтерв'ю після гри (2014)

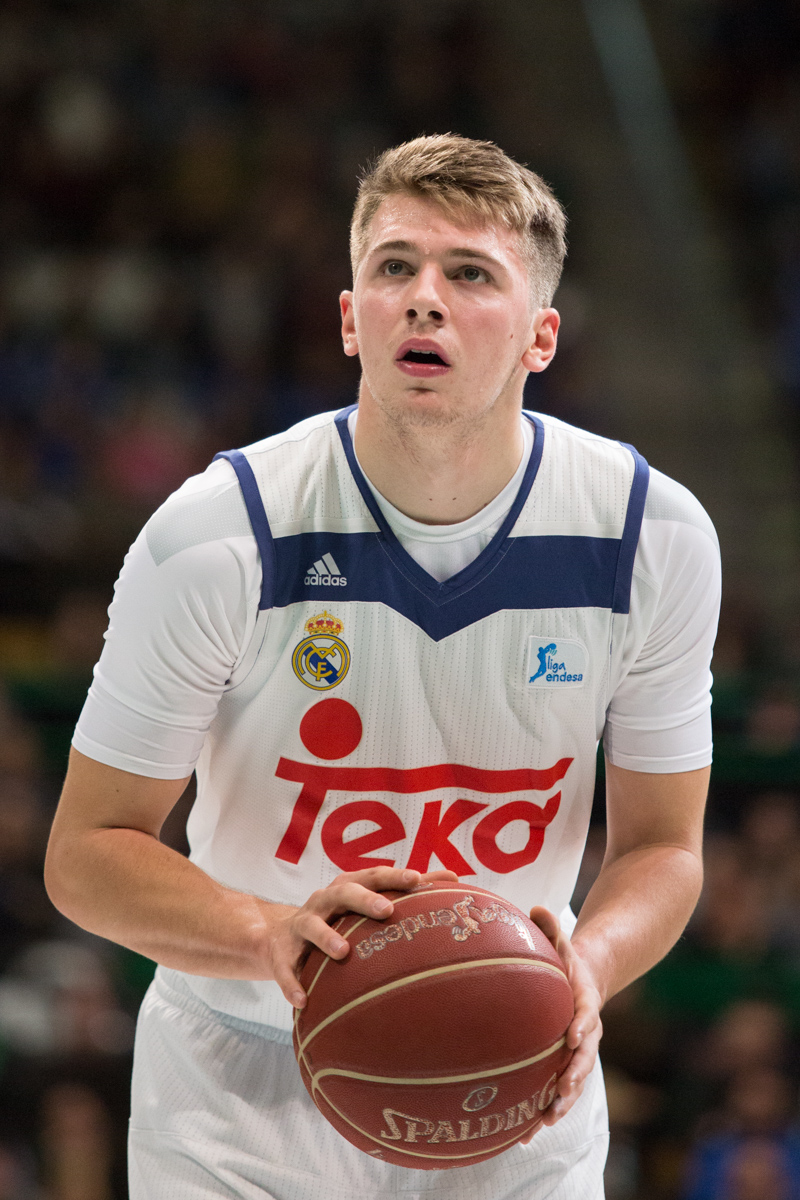
Дончич пробиває штрафний кидок у майці «Реала» (2017)

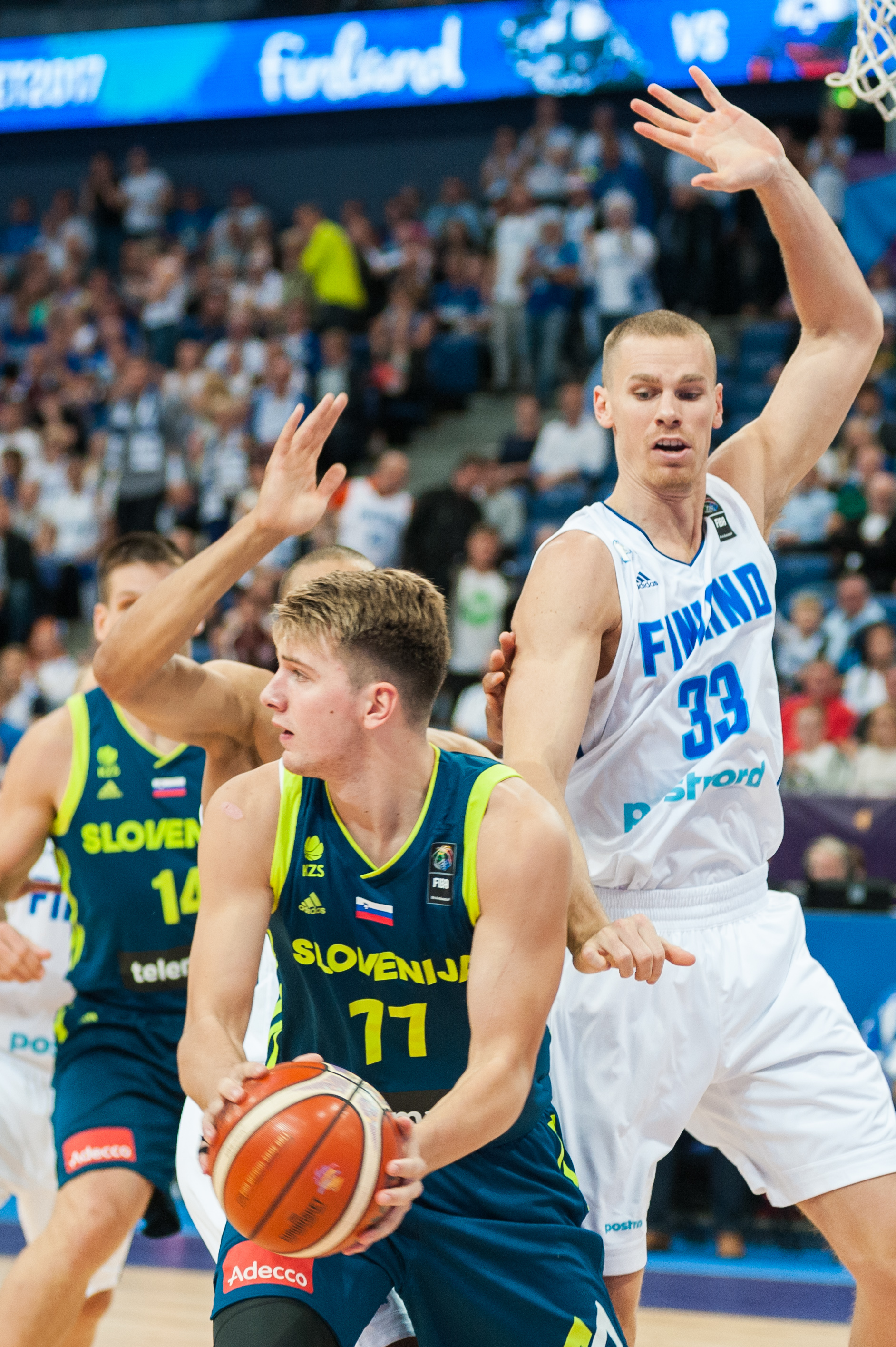
Лука Дончич на Євробаскеті (2017)

Лука Дончич (словен. Luka Dončić; нар. 28 лютого 1999, Любляна, Словенія) — словенський професійний баскетболіст, що грає на позиціях розігруючого захисника та атакувального захисника за команду НБА «Лос-Анджелес Лейкерс» Чемпіон Європи 2017 року у складі збірної Словенії.

## Біографія
Народився 28 лютого 1999 року в Любляні. Батько майбутнього спортсмена — був професійним баскетболістом, в 2010 році завершив кар'єру і почав працювати тренером. Мати Міріам Потербін — в минулому займалася бар'єрним бігом, а також працювала моделлю і танцівницею. У Дончича змішане походження: по батьківській лінії у юнака сербські корені, по матері — словенські. У 2008-му батьки Луки розлучилися, а майбутній баскетболіст залишився жити з матір'ю, проте спілкування з батьком не припиняв. За словами сім'ї, вперше хлопчик торкнувся баскетбольного м'яча в 7 місяців і з дитинства захоплювався спортом, в тому числі і футболом. Останній з віком довелося кинути — Дончичу почав заважати його ріст.
Баскетболом Лука почав займатися в 7 років, коли навчався в початковій школі в Любляни, причому грав хлопчик переважно з дітьми старшого віку. Тепер спортсмен каже, що це допомогло в тому числі і розвитку інтелектуального підходу до спорту. Противники були більші та швидші хлопчика, тому для перемоги доводилося думати над тактикою.
Спортивним героєм маленького Дончича був Васіліс Спануліс. За словами Луки, в юнацькі роки гра грека його зачарувала.
Коли Дончичу було 8 років, батько почав грати за словенський клуб «Олімпія», тренер баскетбольної школи покликав хлопчика спробувати себе в грі з однолітками. У перші 16 хвилин Дончич проявив себе настільки добре, що його відразу ж поставили в команду з 11-річними дітьми.

## Турнір «Ciutat de L'Hospitalet»
У січні 2015 Дончич виграв турнір «Ciutat de L'Hospitalet», після чого увійшов до складу команди, що грає на всіх турнірах, хоча юнакові було, як мінімум на 2 роки менше, ніж іншим учасникам.

## Кар'єра в збірній
У 14 років Лука вже представляв «Олімпію» на «Кубку Vasas Intesa Sanpaolo» в Будапешті, а в вересні 2011 року був названий найціннішим гравцем. У 2013-му його в оренду взяла іспанський «Реал Мадрид», щоб той представляв команду на іспанському змаганні для молоді до 14 років «Minicopa Endesa». Дончич, наймолодший гравець, результатами гри забезпечив команді 2-е місце.
У 2017 році Лука став чемпіоном Європи разом із збірною Словенії. Він не зміг дограти фінальний матч через травму, пробув на паркеті 23 хвилини і набрав у ньому лише 10 очок. Взагалі ж протягом всього Євробаскета він закидав в середньому 14.3 очка, 3.6 передач та 8.3 підбирань.

## Реал Мадрид

### 2015—2016
30 квітня 2015 року дебютував за Іспанський клуб Реал Мадрид та став наймолодшим спортсменом (16 років), що грав за цю команду на чемпіонаті Іспанії. В середньому набирав 3.5 очка, 2 передачі та 2.3 підбирання.

### 2016—2017
Сезон 2016/2017 став успішним для спортсмена. 4 грудня 2016 року особистий результат в переможній грі «Реала» проти клубу «Фуенлабрад» забезпечив Луці звання найціннішого гравця тижня. А 22 грудня, перемігши німецьку команду «Брозе» спортсмен став найціннішим гравцем тижня в Євролізі. Дончич знову виявився наймолодшим гравцем, удостоєним цього звання. В цьому сезоні він всередньому набирав 7.8 очок, 4.1 передачу та 4.5 підбирань.

### 2017—2018
Гра Дончіча за «Реал Мадрид» в сезоні 2017/2018 вигідно вплинула на статистику клубу, особливо він був потрібен команді після того, як Серхіо Люль отримав розрив передньої хрестоподібної зв'язки. 24 вересня 2017 року, маючи на рахунку 27 очок, 8 підбираннь, 5 передач і 3 перехоплення, Лука був визнаний найціннішим гравцем Євроліги. В цьому сезоні він в середньому набирав по 16 очок, 4.3 передачі та 4.8 підбирання. 29 червня 2018 року Дончич покинув «Реал Мадрид», щоб продовжити спортивну кар'єру в НБА.

## НБА

### Драфт
На драфті НБА 2018 року Атланта Хоукс вибрала Луку під 3 піком, 1 раунду, проте відразу виконала обмін з Даллас Маверікс на Трея Янга (5 пік, 1 раунду). Ще перед сезоном, на нього покладали великі сподівання.

### Даллас Маверікс

#### 2018—2019
У сезоні 2018—2019 Дончич почав грати за команду Даллас Маверікс на позиції легкого форварда. Став одним із найкращих новачків. У перший рік в середньому набирає по 21.2 очка, 6 передач та 7.8 підбирань. Закінчив сезон із 8 трипл-даблами.
В рамках зірковий вікенду НБА, взяв участь у матчі висхідних зірок НБА, де набрав 13 очок, 9 передач та 5 підбирань. Загальний рахунок гри склав 161:144 на користь противників. Також Лука змагався в конкурсі майстерності НБА, виграв у ньому гравець «Бостон Селтікс» — Джейсон Тейтум. У кінці сезону 2018—2019, на щорічній церемонії нагород НБА, Лука отримав приз найкращому новачку року.

## Статистика
| † | Позначає сезон, в якому Лука Дончич ставав чемпіоном Євробаскету |
| † | Позначає сезон, в якому Лука Дончич ставав чемпіоном Євроліги    |

## Євроліга
За даними сайту championat.com
| Сезон                               | Команда       | GP | GS | MPG   | FG%  | 3P%  | FT%  | RPG | APG | SPG | BPG | PPG  |
| ----------------------------------- | ------------- | -- | -- | ----- | ---- | ---- | ---- | --- | --- | --- | --- | ---- |
| Євроліга 2015—2016                  | «Реал Мадрид» | 12 | 0  | 11:05 | .545 | .313 | .882 | 2.3 | 2   | 0.2 | 0.3 | 3.5  |
| Євроліга 2016—2017                  | «Реал Мадрид» | 34 | 16 | 19:53 | .522 | .376 | .846 | 4.5 | 4.1 | 0.9 | 0.2 | 7.8  |
| Чемпіонат Європи з баскетболу 2017† | Словенія      | 9  | 9  | 29:05 | .537 | .311 | .848 | 8.3 | 3.6 | 0.9 | 0.3 | 14.3 |
| Євроліга 2017—2018†                 | «Реал Мадрид» | 33 | 17 | 25:57 | .572 | .329 | .816 | 4.8 | 4.3 | 1.1 | 0.3 | 16   |

## НБА
За даними сайту championat.com

### Регулярний сезон
| Сезон             | Команда                | GP  | GS  | MPG  | FG%  | 3P%  | FT%  | RPG | APG | SPG | BPG | PPG   |
| ----------------- | ---------------------- | --- | --- | ---- | ---- | ---- | ---- | --- | --- | --- | --- | ----- |
| 2018–19           | «Даллас Маверікс»      | 72  | 72  | 32.2 | .427 | .327 | .713 | 7.8 | 6.0 | 1.1 | 0.3 | 21.2  |
| 2019–20           | «Даллас Маверікс»      | 61  | 61  | 33.6 | .463 | .316 | .758 | 9.4 | 8.8 | 1.0 | .2  | 28.8  |
| 2020–21           | «Даллас Маверікс»      | 66  | 66  | 34.3 | .479 | .350 | .730 | 8.0 | 8.6 | 1.0 | .5  | 27.7  |
| 2021–22           | «Даллас Маверікс»      | 65  | 65  | 35.4 | .457 | .353 | .744 | 9.1 | 8.7 | 1.2 | .6  | 28.4  |
| 2022–23           | «Даллас Маверікс»      | 66  | 66  | 36.2 | .496 | .342 | .742 | 8.6 | 8.0 | 1.4 | .5  | 32.4  |
| 2023–24           | «Даллас Маверікс»      | 70  | 70  | 37.5 | .487 | .382 | .786 | 9.2 | 9.8 | 1.4 | .5  | 33.9* |
| 2024–25           | «Даллас Маверікс»      | 22  | 22  | 35.7 | .464 | .354 | .767 | 8.3 | 7.8 | 2.0 | .4  | 28.1  |
| 2024–25           | «Лос-Анджелес Лейкерс» | 28  | 28  | 35.1 | .438 | .379 | .791 | 8.1 | 7.5 | 1.6 | .4  | 28.2  |
| Усього за кар'єру | Усього за кар'єру      | 450 | 450 | 34.9 | .468 | .350 | .751 | 8.6 | 8.2 | 1.2 | .5  | 28.6  |
| All-Star          | All-Star               | 5   | 4   | 23.1 | .412 | .292 | —    | 2.6 | 5.4 | .2  | .0  | 7.0   |

### Плей-оф
| Сезон             | Команда                | GP  | GS  | MPG  | FG%  | 3P%  | FT%  | RPG | APG  | SPG | BPG | PPG  |
| ----------------- | ---------------------- | --- | --- | ---- | ---- | ---- | ---- | --- | ---- | --- | --- | ---- |
| 2021              | «Даллас Маверікс»      | 6   | 6   | 35.8 | .500 | .364 | .656 | 9.8 | 8.7  | 1.2 | .5  | 31.0 |
| 2022              | «Даллас Маверікс»      | 7   | 7   | 40.1 | .490 | .408 | .529 | 7.9 | 10.3 | 1.3 | .4  | 35.7 |
| 2023              | «Даллас Маверікс»      | 15  | 15  | 36.8 | .455 | .345 | .770 | 9.8 | 6.4  | 1.8 | .6  | 31.7 |
| 2025              | «Даллас Маверікс»      | 22* | 22* | 40.9 | .446 | .322 | .765 | 9.5 | 8.1  | 1.9 | .4  | 28.9 |
| 2025              | «Лос-Анджелес Лейкерс» | 5   | 5   | 41.6 | .452 | .348 | .891 | 7.0 | 5.8  | 1.0 | .6  | 30.2 |
| Усього за кар'єру | Усього за кар'єру      | 55  | 55  | 39.2 | .461 | .347 | .737 | 9.2 | 7.8  | 1.6 | .5  | 30.9 |

## Трипл-даблив НБА
| 1 | Даллас Маверікс | Мілвокі Бакс          | 21.01.2019 | Поразка (106:116)  | 18 | 11 | 10 |
| 2 | Даллас Маверікс | Торонто Репторз       | 28.01.2019 | Поразка (120:123)  | 35 | 12 | 10 |
| 3 | Даллас Маверікс | Шарлотт Горнетс       | 07.02.2019 | Перемога (99:93)   | 19 | 11 | 10 |
| 4 | Даллас Маверікс | Лос-Анджелес Кліпперс | 26.02.2019 | Поразка (112:121)  | 28 | 10 | 10 |
| 5 | Даллас Маверікс | Нью-Орлінс Пеліканс   | 19.03.2019 | Поразка (125:129)  | 29 | 13 | 10 |
| 6 | Даллас Маверікс | Голден-Стейт Ворріорс | 24.03.2019 | Перемога (126:91)  | 23 | 11 | 10 |
| 7 | Даллас Маверікс | Нью-Орлінс Пеліканс   | 19.03.2019 | Поразка (121:125)  | 28 | 12 | 12 |
| 8 | Даллас Маверікс | Фінікс Санз           | 10.04.2019 | Перемога (120:109) | 21 | 11 | 16 |

## Особисте життя
Починаючи з 2016, Лука зустрічається із моделлю Анамарією Гольтес.